# Шемрок, Фрэнк
Фрэнк Шемрок (при рождении Фрэнк Алисио Хуарес III; род. 8 декабря 1972 года) — американский боец смешанного стиля мексиканского происхождения, первый чемпион UFC в полутяжёлом весе (англ. Light Heavyweight), к тому же покинувший организацию непобеждённым. В период владения титулом чемпиона UFC, Шемрок признавался лучшим бойцом вне зависимости от весовой категории, и помимо этого за карьеру становился чемпионом в трёх других организациях — Pancrase, World Extreme Cagefighting и Strikeforce.
Шемрок был признан «Бойцом десятилетия 1990-х» (англ. «Fighter of the Decade») журналом «Wrestling Observer», «Лучшим полноконтактным бойцом 1998 года» (англ. «Best Full Contact Fighter») журналом «Black Belt» и трижды признавался «Бойцом года» (англ. «Fighter of the Year») журналом «Full Contact Fighter Magazine».
Фрэнк является сводным братом Кена Шемрока — члена Зала Славы UFC.

## Ранние годы
С 12-летнего возраста Фрэнк Хуарес скитался по различным детским домам и центрам помощи подросткам, а однажды даже угодил в тюрьму. В конечном итоге, в возрасте 21-го года, он был усыновлён Бобом Шемроком, который занимался проблемными подростками. Позже, вслед за Кеном, Фрэнк сменил фамилию на Шемрок в знак уважения к своему опекуну.

## Спортивная карьера

### Pancrase
В 1994 году Кен начал тренировать Фрэнка в борьбе до сдачи (англ. submission wrestling). Фрэнк сопровождал брата на его поединках в UFC и проникся любовью к смешанным единоборствам. Он стал членом команды брата «Lion's Den» (рус. Логово льва) и стал выступать в Японии в турнирах организации Pancrase.
Дебют Шемрока на профессиональном ринге состоялся 16 декабря 1994 года в поединке первого круга турнира «Король Панкратиона» (англ. King of Pancrase)против будущего чемпиона UFC Баса Руттена. 10-минутная схватка закончилась судейским решением в пользу Шемрока. В следующем бою Фрэнк уступил Манабу Ямаде.
В 1995 году Шемрок провёл 9 поединков, в которых одержал 6 побед, потерпел 2 поражения и один раз завершил бой вничью. Среди этих поединков можно выделить победный бой против Масакацу Фунаки, ничейный бой с обладателем чёрного пояса по бразильскому джиу-джитсу Алланом Гоесом и проигранный поединок Басу Руттену.
После того, как выяснилось, что травма действующего чемпиона Pancrase Руттена не позволит ему провести защиту, был объявлен поединок за титул временного чемпиона между Фрэнком Шемроком и Минору Судзуки. Состоявшийся 28 января 1996 года в Иокогаме поединок завершился на исходе 23 минуты рычаг колена в исполнении Фрэнка, завоевавшего таким образом титул временного чемпиона Pancrase.
После двух победных боёв Шемрок в третий раз встретился с Руттеном в поединке за звание чемпиона. Руттен одержал победу техническим нокаутом, нанеся Шемроку рассечение.
Позже Шемрок взял реванш у Манабу Ямады и уступил Юки Кондо.
В 1996 году из-за разногласий с руководством Pancrase организацию покинул Кен Шемрок, а Фрэнк был уволен в отместку.

### После Pancrase
17 января 1997 года Шемрок проиграл Джону Лоберу (John Lober) раздельным решением на турнире Superbrawl 3. Несмотря на то, что большую часть схватки он доминировал, его подвела недостаточная физическая подготовленность. После этого поражения Шемрок полностью сосредоточился на участии в MMA и вскоре одержал победу над японцем Цуёси Кохсака на турнире, проведённом под эгидой RINGS.
В составе клуба Lion's Den Шемрок тренировался с такими бойцами как Джерри Бохландер (Jerry Bohlander), Пит Уильямс и Гай Мезгер (Guy Mezger). Он также установил хорошие отношения с Морисом Смитом (Maurice Smith), обучавшего его кикбоксингу совместно с Хавьером Мендесом (Javier Mendez).
В ноябре 1997 года Шемрок встретился с Энсоном Иноуэ (Enson Inoue) на турнире Vale Tudo Japan в схватке за право сразиться с Кевином Джексоном (Kevin Jackson) в UFC. В этом изматывающем поединке, когда доминировал то один, то другой боец, победу нокаутом после удара коленом одержал Шемрок, признавшийся после, что это был самый жёсткий поединок в его карьере.

### Чемпион UFC в полутяжёлом весе
После поединка с Иноуэ Шемрок подписал контракт с UFC и встретился с Кевином Джексоном за титул чемпиона UFC в полутяжёлом весе. Непобеждённый до этого боя, триумфатор UFC 14, Джексон был Олимпийским чемпионом, завоевав медаль в соревнованиях по вольной борьбе на Олимпиаде 1992 года. Он считался фаворитом схватки, однако Шемроку было достаточно всего 14 секунд, чтобы завоевать титул.
Первую защиту нового титула Фрэнк Шемрок провёл 13 марта 1998 года против непобеждённого до того момента чемпиона Extreme Fighting Игоря Зиновьева, имевшего в послужном списке победы над такими бойцами как Марио Сперри (Mario Sperry) и Энсон Иноуэ. Шемрок провёл бросок на голову (т.н. slam) переворотом с захватом обеих ног, тем самым нокаутировав Зиновьева и сломав ему ключицу и повредив шейный позвонок C-5. Игорь был унесён на носилках. После этого поражения Игорь завершил спортивную карьеру.
Шемрок провёл успешные защиты в боях с Джереми Хорном (Jeremy Horn), проведя рычаг колена, а также с Джоном Лобером, взяв у последнего реванш победой судейским решением.

#### Шемрок против Ортиса
В сентябре 1999 года Шемрок провёл успешную защиту титула чемпиона UFC против будущего чемпиона в полутяжёлом весе Тито Ортиса на турнире UFC 22. Ортис получил известность благодаря своему конфликту с Кеном Шемроком и двумя победами над членом Lion's Den Гаем Мезгером.
В предстоящем бою Ортис считался фаворитом. Однако Шемрок одержал победу в конце четвёртого раунда, нанеся многочисленные жестокие удары кулаками и локтями, а также применив удары-«молоты» (англ. hammerfist). После боя Шемрок признался, что Ортис был сложным соперником из-за его физической мощи и манеры ведения боя.
Этой победой Шемрок утвердил мнение о себе как о возможно самом великом чемпионе UFC на тот момент, имевшим пять побед, не имевшим поражений и завершившем все бои досрочно. Владелец UFC Боб Мейровиц (Bob Meyrowitz) и объявляющий Джефф Блатник (Jeff Blatnick) признали Фрэнка лучшим участником UFC.

После этой защиты Шемрок отказался от титула чемпиона и объявил об окончании карьеры. На предложения вернуться он отвечал отказом, мотивируя это тем, что не вернётся до тех пор, пока исполнительным директором UFC будет оставаться Дэйна Уайт. Последний в одном из своих интервью заявил: 
Я разговаривал с Фрэнком Шемроком много раз. Фрэнк Шемрок будет пытаться заставить вас поверить будто мы с ним никогда не разговаривали и будем ненавидеть друг друга до скончания веков. Он странный парень. Он очень, очень странный парень. Я не могу этого объяснить. Фрэнк — странный парень.

### Возвращение в ринг
Фрэнк Шемрок вернулся в смешанные единоборства в 2000 году. Он встретился с выдающимся представителем бразильского джиу-джитсу Элвисом Синосичем (Elvis Sinosic) на турнире, организованным K-1, и победил единогласным решением после пяти трёхминутных раундов. Позже, когда Синосич встречался с Ортисом за титул чемпиона UFC на UFC 32, Шемрок выступил комментатором.
Фрэнк помогал Би Джей Пенну (B.J. Penn) на тренировках в начале его карьеры.
В 2003 году Шемрок выигрывает  титул чемпиона World Extreme Cagefighting в полутяжёлой весовой категории, проведя рычаг локтя Брайану Пардое (Bryan Pardoe).
10 марта 2006 года на турнире Strikeforce: Shamrock vs. Gracie — первом турнире по смешанным единоборствам, разрешённом для проведения в штате Калифорния — Шемрок нокаутирует Цезаря Грейси (Cesar Gracie) за 21 секунду. Грейси, несмотря на то, что был известным инструктором по бразильскому джиу-джитсу (среди его учеников можно выделить, например, братьев Нейта и Ника Диазов), в свои 40 лет был дебютантом подобных соревнований, поэтому шансов у него не было.
10 февраля 2007 года Шемроку было засчитано поражение дисквалификацией в поединке против Рензо Грейси (Renzo Gracie) на турнире под эгидой EliteXC, транслировавшемся на кабельном канале Showtime. Фрэнк нанёс два удара коленом по голове Грейси в партере. Грейси оказался неспособен продолжать бой, и рефери Хёрб Дин (Herb Dean) засчитал Шемроку поражение за использование запрещённых приёмов. Более того, до этого Дин уже давал Шемроку предупреждения за удары в затылок, запрещённые в большинстве правил.

#### Тренер и инструктор IFL
В декабре 2005 года Шемрок открыл свой первый учебный центр — «Академию смешанных единоборств Шемрока» (англ. Shamrock Martial Arts Academy) в Сан-Хосе, Калифорния. Обучаемому предлагались тренировки по ударной и борцовской техникам. Кроме того, Шемрок основал собственный спортивный клуб — Team Shamrock.
В июне 2006 года Шемрок был выбран в качестве тренера для команды San Jose Razorclaws, участвующей в турнирах International Fight League. 23 сентября 2006 года она уступила команде Toronto Dragons, тренируемой Карлосом Ньютоном (Carlos Newton), а 19 января 2007 года — команде Кена Шемрока Nevada Lions.

#### Шемрок против Барони
Фрэнк Шемрок и Фил Барони вступили в заочную перепалку посредством видеороликов на Youtube после боя Шемрока с Рензо Грейси. Они встретились в поединке на турнире Strikeforce: Shamrock vs. Baroni, проведённом Strikeforce совместно с EliteXC 22 июня 2007 года.
Первый раунд прошёл преимущественно в стойке. Шемрок доминировал, точнее и удачнее попадая по противнику. Во втором раунде Барони на некоторое время перехватил инициативу и прессинговал Шемрока, нанеся тому несколько ударов. Однако Фрэнк не потерял контроля над ситуацией и, оказавшись за спиной у противника, завершил поединок удушением сзади. Барони отказался постучать, признав себя побеждённым, и потерял сознание от недостатка крови в мозге. Шемрок был объявлен победителем. После того, как Барони пришёл в себя, он поздравил Шемрока с победой и покинул клетку.
Этой победой Фрэнк Шемрок завоевал титул чемпиона Strikeforce в среднем весе.

### Strikeforce

#### Шемрок против Ле
11 января 2008 года был объявлен поединок Шемрока против Кунга Ле (англ. Lê Cung, англ. Cung Le; также встречается написание Канг Ли) за титул чемпиона в среднем весе на совместном турнире Strikeforce и EliteXC 29 марта. Ли владел небольшим преимуществом, время от времени поражая Шемрока ударами. В третьем раунде у Шемрока был шанс провести добивание Ли, однако последний сумел выйти из опасного положения и ответил ударами ногами и кулаком с разворота. На этом третий раунд завершился. Шемрок не смог выйти на четвёртый раунд, т.к. один из ударов Ли сломал ему правую руку, бой был остановлен и Ли признан победителем.

#### Шемрок против Шемрока
Долгое время ходили слухи о возможном бое двух братьев: Фрэнка и Кена; назывались разные даты, однако бой так и не состоялся.

#### Шемрок против Диаза
11 апреля 2009 года Шемрок потерпел поражение техническим нокаутом в бою против Ника Диаза (Nick Diaz). Фрэнк выходил на поединок с полученной на тренировке травмой ребра.

### Завершение спортивной карьеры
Шемрок заявил об окончании спортивной карьеры после турнира Strikeforce: Fedor vs. Werdum, прошедшего 26 июня 2010 года.

### Титулы и достижения
- Pancrase Hybrid Wrestling
  - Временный чемпион Pancrase (28 января 1996 — 16 мая 1996)
- Ultimate Fighting Championship
  - Первый чемпион UFC в полутяжёлом весе (21 декабря 1997 — 24 ноября 1999)
- World Extreme Cagefighting
  - Первый чемпион WEC в полутяжёлом весе (27 марта 2003 — август 2003)
- Strikeforce
  - Первый чемпион Strikeforce в среднем весе (22 июня 2007 — 29 марта 2008)

## Актёрская карьера
Шемрок сыграл роль приглашённой звезды в 9-й серии 8-го сезона сериала «Крутой Уокер», где сыграл Молота - чемпиона тюрьмы по боям без правил. Также он снялся в главной роли рекламы сети Burger King и роли Дамьена в картине 2005 года «Без правил» (англ. No rules) и выступил сопродюсером документального фильма о MMA «Бойцовская жизнь» (англ. Fight Life).

## Личная жизнь
Фрэнк и его жена Эми живут в Сан-Хосе вместе с их дочерью Николетт, родившейся 24 апреля 2008 года. У Фрэнка есть сын Фрэнк от первого брака, проживающий в Арканзасе.
Фрэнк Шемрок написал книгу «Смешанные единоборства для чайников» (англ. Mixed Martial Arts for Dummies), выпущенную издательством John Wiley & Sons.
В 1998 году Фрэнк поссорился со своим братом Кеном и отцом Бобом. Они не общались до того, как Боб смертельно не заболел. В своих интервью они заявили, что всё ещё отстаются отчуждёнными: Фрэнк утверждал, что Кен отверг все попытки примирения, в то время как Кен обвинял Фрэнка в плохом отношении к отцу.
В интервью Сэму Каплану (Sam Caplan) из sportsline.com Фрэнк сказал, что он не был согласен с методикой тренировок Кена, а когда он заявил об этом брату, тот ответил ему, что Фрэнку не стоит волноваться, т.к. ему не стать чемпионом мира, а Кен хочет, чтобы Фрэнк был управляющим в тренировочных центрах брата. Это подвигло Фрэнка отдалиться от Кена и Боба, принявшего сторону брата. В том же интервью Фрэнк заявил, что был бы рад возможности встретиться с братом в бою. Кен в интервью Sherdog также высказывался в пользу боя, заметив, что это он научил Фрэнка всему, что тот знает, и что неверно провозглашать себя «Легендой» — прозвищем, которое Фрэнк взял себе после участия в WEC 6.
В другом интервью он пояснил, что на тренировках уделялось мало внимания защите, из-за чего его мучают боли в руках, а также, что с Кеном их связывает исключительно спорт, за пределом которого они не общались.
14 января 2010 года больной диабетом Боб Шемрок скончался.
После смерти отца,Фрэнк помирился с братом.
Фрэнк Шемрок является комментатором и действующим персонажем игры от EA Sport's
.

### Интервью
- Видео интервью Фрэнка Шемрока
- Интервью с Фрэнком Шемроком: «Вижу будущее в радужных тонах» Архивная копия от 12 октября 2007 на Wayback Machine на Sherdog
- 5 унций боли: Интервью с Фрэнком Шемроком Архивная копия от 14 февраля 2007 на Wayback Machine  (англ.)
- Интервью Фрэнка Шемрока Джину Клину на Elevation Radio